# Línia 30 CFL

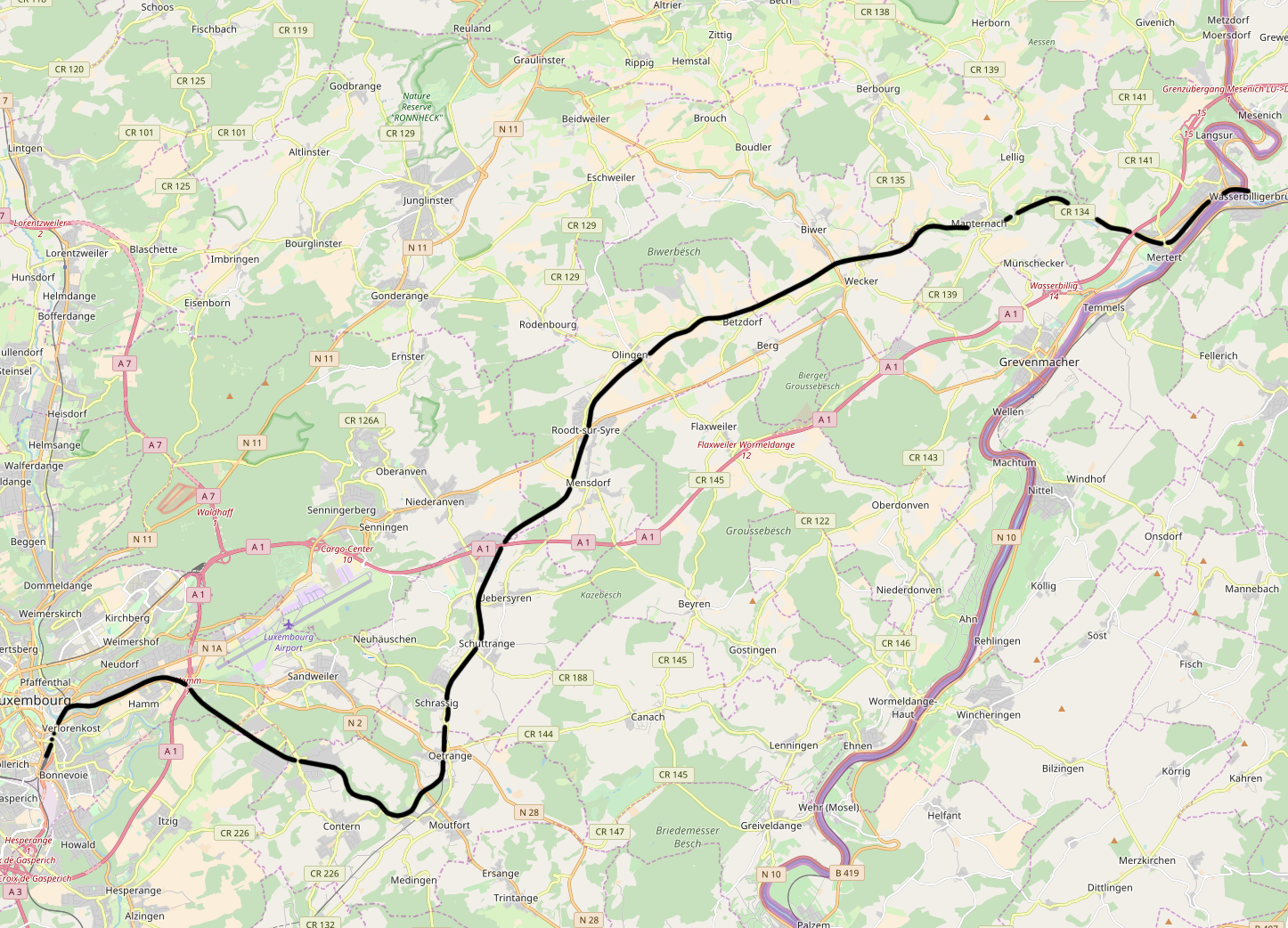
Línia 30 CFL a Luxemburg.

La Línia 30 CFL és una línia ferroviària luxemburguesa que connecta la ciutat de Luxemburg amb Wasserbillig, on s'efectua amb el Trier West Railway, la connexió a Trèveris a l'oest d'Alemanya. La terminal a l'extrem occidental és l'estació de trens de Luxemburg. La línia està designada i operada principalment per Chemins de Fer Luxembourgeois. La data d'obertura va ser el 29 d'agost de 1861.

## Estacions
- Estació de trens de Luxemburg
- Estació de trens de Cents-Hamm
- Estació de trens de Sandweiler-Contern
- Estació de trens d'Oetrange
- Estació de trens de Munsbach
- Estació de trens de Roodt
- Estació de trens de Betzdorf
- Estació de trens de Wecker
- Estació de trens de Manternach
- Estació de trens de Mertert
- Estació de trens de Wasserbillig
- Tréveris (Alemanya)
- Schweich (Alemanya)